# 11 juin 1964
Le jeudi 11 juin 1964 est le 163e jour de l'année 1964.

## Naissances
- Gunnar Sauer, footballeur allemand
- Jean Alesi, pilote automobile
- Johan Verstreken, personnalité politique belge
- Kim Gallagher (morte le 18 novembre 2002), athlète américaine, coureuse de fond et demi-fond
- Martine Ohr, joueuse de hockey sur gazon néerlandaise

## Décès
- John Eke (né le 12 mars 1886), athlète suédois spécialiste du cross-country
- Plaek Phibunsongkhram (né le 14 juillet 1897), militaire et homme d'État thaïlandais
- Richard Meister (né le 5 février 1881), érudit autrichien spécialisé en philologie classique et pédagogie
- Tokuji Kobayashi (né le 10 mars 1901), acteur japonais

## Événements
- Massacre de Cologne